# Sangau
Sangau is een bestuurslaag in het regentschap Kuantan Singingi van de provincie Riau, Indonesië. Sangau telt 1116 inwoners (volkstelling 2010).